# VY Волка
VY Волка (лат. VY Lupi) — одиночная переменная звезда в созвездии Волка на расстоянии (вычисленном из значения параллакса) приблизительно 4477 световых лет (около 1373 парсеков) от Солнца. Видимая звёздная величина звезды — от +16,4m до +14,7m.

## Характеристики
VY Волка — оранжевый гигант, пульсирующая переменная звезда типа RR Лиры (RR) спектрального класса K. Радиус — около 15,7 солнечных, светимость — около 59,89 солнечных. Эффективная температура — около 4053 K.